# Marilyn Miller
Pour les articles homonymes, voir Miller.
Mary Ellen Reynolds, plus connue sous le nom de Marilyn Miller, est une actrice, chanteuse et danseuse américaine née le 1er septembre 1898 à Evansville dans l'Indiana et morte le 7 avril 1936 à New York.

## Biographie
Mary Ellen Reynolds est née le 1er septembre 1898 à Evansville dans l'Indiana. Ses parents divorcent alors qu'elle est encore enfant. Elle fait ses débuts sur scène à l'âge de quatre ans sous le nom de « Miss Sugar Plum » avant de prendre plus tard le nom de Marilyn Miller, Miller étant le nom de famille de son beau-père, deuxième époux de sa mère.
Elle joue dans les Ziegfeld Follies de 1918 et 1919 et c'est à cette occasion qu'elle rencontre Frank Carter, qu'elle épouse en 1919. Moins d'un an plus tard cependant, Frank Carter se tue dans un accident de voiture.

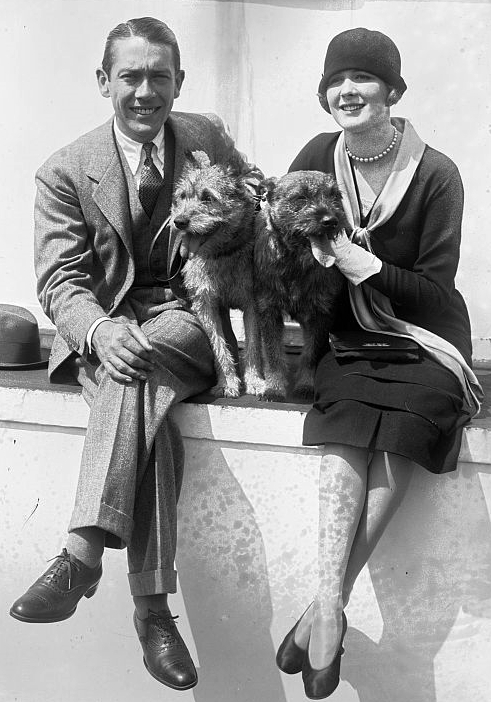
Jack Pickford et Marilyn Miller.

Durant les années 1920 et 1930, elle joue dans de nombreux succès de Broadway, dont Sally (en) en 1920 qui la propulse au rang de star. En 1922, elle épouse Jack Pickford, qu'elle quitte finalement en 1927. Sollicitée par Hollywood, Marilyn Miller tourne dans Sally (1929), Sunny (en) (1930) et Her Majesty, Love (1931). En 1934, elle épouse Chester O'Brien (en).

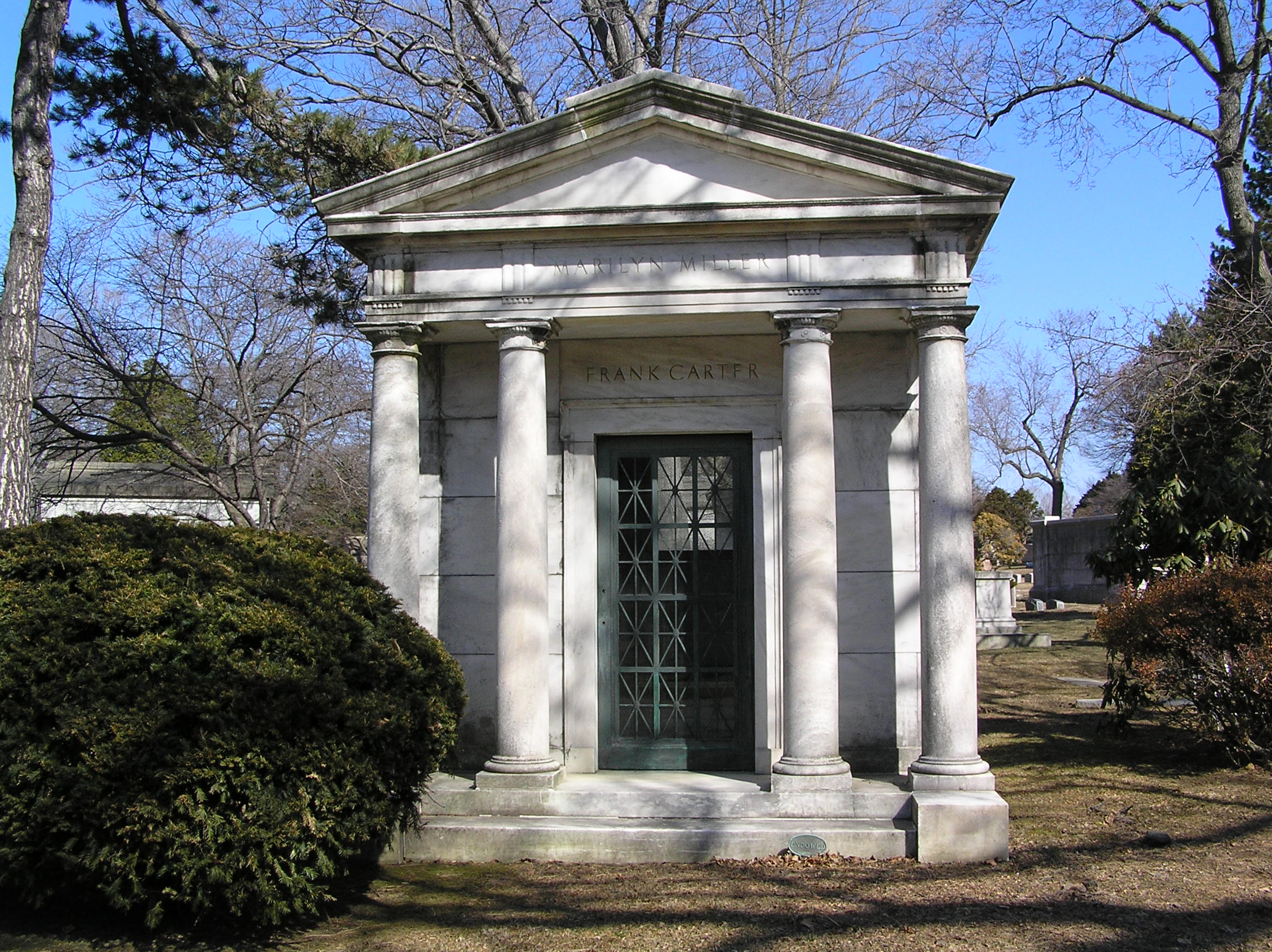
Mausolée de Marilyn Miller et Frank Carter au cimetière de Woodlawn.

Elle meurt le 7 avril 1936 à New York à la suite d'une opération pour une infection des sinus. Elle est enterrée au cimetière de Woodlawn dans le Bronx, aux côtés de son premier mari, Frank Carter, dans le mausolée qu'elle fit construire pour lui.

## Filmographie
- 1929 : Sally de John Francis Dillon : Sally
- 1930 : Sunny (en) de William A. Seiter : Sunny Peters
- 1931 : Her Majesty, Love de William Dieterle : Lia Toerrek